# Michael Goodfellow
Michael Goodfellow (n. 8 octombrie 1988, Stirling, Scoția, Regatul Unit) este un jucător de curl ce a reprezentat Regatul Unit al Marii Britanii și al Irlandei de Nord, medaliat olimpic. A participat la o ediție a Jocurilor Olimpice (2014) în care a câștigat o medalie de argint.

## Participări
Lista de mai jos prezintă principalele competiții la care a participat Michael Goodfellow de-a lungul carierei.
- curling at the 2014 Winter Olympics – men's tournament[*]